# 田舎小僧
田舎小僧（いなかこぞう、寛延2年（1749年）ごろ - 天明5年（1785年）10月22日）は、江戸時代の窃盗犯。

## 生涯
田舎小僧新助は、武州足立郡新井戸村（あらいどむら）の百姓・市右衛門の息子として生まれた。明和元年（1764年）に15歳になった新助は、神田明神下同朋町の紺屋・佐右衛門（そうえもん）方へ年季奉公をするために江戸へ出た。10年の年季が明けた安永2年（1773年）、下谷坂本2丁目の又兵衛家で奉公を始めたが、安永5年（1776年）12月6日、3分2朱（または3両2朱）の金を盗み逐電。同月10日、金杉村で同様に盗みを働こうとしたところを村人につかまり、寺社奉行太田備後守のもとに引き渡されて入牢。入墨の上、敲放しの処分を受け、親元へと帰された。新助は入墨を灸で焼き消し、故郷で紺屋の手間賃稼ぎなどをしていたが、素行の悪さは直らず、天明元年（1781年）に勘当される。
再び江戸に出て、浅草駒形町の惣八の元で3年間棒手振りをし、惣八が廃業した後の天明3年（1783年）には上州桐生の市場村で百姓をしている四郎左衛門のところで日雇い仕事をしていたが、また江戸に舞い戻り、泥棒稼業に手を染めるようになる。
新助は、天明4年（1784年）3月から同5年8月までの間に、武家屋敷・寺院・町家などを標的に24ヵ所、計27回の盗み働きをした。金や小道具類や衣類反物を盗み、それらを上州桐生在の某と、武州大宮在の古鉄買（ふるかねかい）・さぶに売り払った。手に入れた金は遊女を買ったり、博打を打ったりして使ったという。
一橋邸に侵入しようとして夜回りの中間に捕らえられたのが、天明5年8月16日のことで、町奉行所の役人に引き渡されて、同月22日には口書（供述書）が作られた。町奉行の曲淵甲斐守景漸により「重々不届至極」として獄門の判決を下され、同年10月22日、老中・松平周防守康福の指揮の下、市中引き回しの上、小塚原で処刑された。奉行所からの申渡書では「武州無宿 新助 三十四歳」となっている。

## 大名屋敷での盗み
盗みに入った場所のうち、14ヵ所が以下の大名屋敷である。田安・一橋・清水の御三卿の他、老中職に就く大名もおり、また場所は丸の内が多く、しかも本邸である上屋敷が被害にあっている。
- 松平甲斐守（幸橋内、大和郡山藩 15万1288石）
- 小笠原左京大夫（神田橋内、豊前小倉藩 15万石）
- 松平内蔵頭（大名小路、備前岡山藩 31万5200石）
- 細川越中守（大名小路、肥後熊本藩 54万石）
- 松平薩摩守（芝新馬場、薩摩鹿児島藩 77万800石）
- 藤堂和泉守（向柳原、伊勢津藩 32万3950石）
- 松平安芸守（桜田霞ヶ関、安芸広島藩 42万6000石余）
- 田沼主殿頭（神田橋内、遠江相良藩 5万7000石）老中
- 松平伯耆守（一橋外、丹後宮津藩 7万石）
- 松平讃岐守（小石川門内、讃岐高松藩 12万石）
- 松平周防守（大名小路、石見浜田藩 6万400石）老中
- 田安家
- 一橋家、一橋民部卿治済
- 清水家

大名屋敷は座敷の多さ、住居の広さに比べて人間の数が少なく、しかもそれぞれが部屋に籠もり、また詰所に宿直しているため、監視の目が行き届かない。そのため、新助は時によっては、2、3日もある座敷に潜伏していたこともあるという。その上、女性が住む奥と表の境界が厳然としており、奥向は女中ばかりで見付かって騒ぎ立てられても表から侍たちが来るのに時間がかかるので、悠々と逃げ出せる。入るのは難しいが、一旦侵入してしまえば後は楽なので、盗みに入るなら大名屋敷が一番勝手が良かった。これは最初に忍び込んだ郡山藩の藩邸で、幸橋御門を入って、お堀端からそこにある土蔵の下見を伝って構内へ入り込むと、奥庭へたどり着いたという経験から知ったことであった。それ以後も、塀や番所の屋根などを乗り越えて奥庭へ忍び込み、戸締りもされていないため鍵や戸を破壊することもなく潜入できた。
天明4年9月下旬に小倉藩小笠原家の藩邸から盗みだした印籠は、小笠原氏の先祖が豊臣秀吉から拝領したという由緒あるもので大騒ぎになったが、その価値を知らない新助は、9両3分ほどでさぶに売ってしまった。
天明4年の師走（または10月）に岡山藩の上屋敷に忍び込んだ折には、奥まで入り込み過ぎ、寝所で寝ていた岡山藩主の池田治政（松平内蔵頭）に気付かれてしまった。治政は家来衆を呼びもせず、鉄の鞭を振るいながら追い回したため、庭に逃れた新助は築山に立つ木の上へよじ登ってそこに隠れた。側衆の者が手燭を持って駆けつけたが、暗闇に紛れた新助を発見できず、治政は「悪（にく）い奴かな、一打ちにと思ったに、見失ったか」と言って邸内に戻った。新助は命からがら外へ逃げ延びたが、のち捕まった際に、この時ほど慌てたことも恐しかったこともなかったと語っている。

## 書籍に描かれる田舎小僧
田舎小僧にまつわる話の多くは、稲葉小僧の逸話と混同されたものが多い。
三田村鳶魚によれば、稲葉小僧と田舎小僧、両者は別人だが、語呂が似ていることや盗賊として活動していた時期が近かったことから、「稲葉小僧新助」という1人の泥棒に仕上げられてしまったと書いている。また鳶魚は、稲葉小僧には、山城国淀藩の藩主稲葉丹後守正諶の侍医の子という説があり、藩中の人間が盗賊となったという噂を糊塗するために田舎小僧に稲葉小僧の分の罪もかぶせたのではないかと疑ってもいる。さらに、田舎小僧新助は刀剣類は盗まなかったのに、申渡しには「金子並腰のもの、亦は小道具、反物、提げもの、衣類」を窃取したと書かれているのは、稲葉小僧の分の罪を背負わせたものだとしている。
杉田玄白の『後見草』には、天明5年の春から秋にかけて噂になった稲葉小僧という盗賊が、同年9月16日に一橋邸で捕らえられた。この盗賊は武蔵国入間郡出身の新助という34歳の男で、片田舎に生まれたことから田舎小僧の異名を持っていたのが、聞き間違いから稲葉小僧と呼ばれるようになったと書かれている。
『近世実録全書』に収録された物語『稲葉小僧』では、
- 稲葉小僧新助は武州足立郡新井戸村の百姓・稲葉市右衛門の息子である。
- 安永6年（1777年）に盗みの咎で捕まり入墨のうえ敲の刑を受けて親に引き渡される。
- 天明4年3月に上野寛永寺の宿坊に盗みに入ったのを皮切りに江戸の武家屋敷や商家を荒らして回った。
- 判決が申渡されたのが天明5年10月22日である。

など、田舎小僧新助を元にしたエピソードが数多く盛り込まれている。
山本周五郎の『栄花物語』に登場した新助は、「江戸の人間ではないと思わせるため」田舎小僧と名乗ったとあり、それが訛って稲葉小僧と呼ばれることもあると、両者が同一人物であるとして描かれている。